# Яконово (Ленинградская область)
Яконово — деревня в Серебрянском сельском поселении Лужского района Ленинградской области.

## История
Впервые упоминается в писцовых книгах Шелонской пятины 1498 года, как деревня Ятконово — пуста, было 4 обжи в Дремяцком погосте Новгородского уезда.

ЯКАНОВО — деревня господина Снарского, по просёлочной дороге, число дворов — 2, число душ — 4 м. п. (1856 год)

ЯХОНОВО — деревня, число жителей по X-ой ревизии 1857 года: 5 м. п., 10 ж. п.

ЯХНОВО — деревня владельческая, число дворов — 3, число жителей: 2 м. п., 2 ж. п. (1862 год)

Согласно подворной описи 1882 года:

ЯХОНОВО — деревня Ильженского общества Городецкой волости
  
домов — 6, душевых наделов — 5, семей — 3, число жителей — 9 м. п., 9 ж. п.; разряд крестьян — собственники

В 1884—1885 годах временнообязанные крестьяне деревни выкупили свои земельные наделы у Е. И. фон Гакс и стали собственниками земли.
Деревня административно относилась к Городецкой волости 5-го земского участка 4-го стана Лужского уезда Санкт-Петербургской губернии.
По данным «Памятной книжки Санкт-Петербургской губернии» за 1905 год деревня называлась Яконово и входила в Ильженское сельское общество.

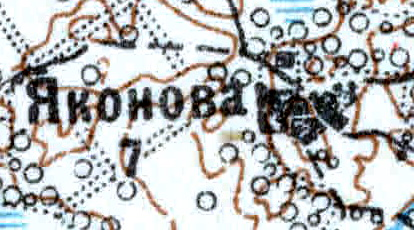
Деревня Яконово на карте 1926 года

Согласно топографической карте 1926 года деревня называлась Яконова и насчитывала 7 крестьянских дворов.
По данным 1933 года деревня Яконово входила в состав Смердовского сельсовета Лужского района.
По данным 1966 года деревня Яконово также входила в состав Смердовского сельсовета.
По данным 1973 и 1990 годов деревня Яконово входила в состав Серебрянского сельсовета.
В 1997 году в деревне Яконово Серебрянской волости проживали 7 человек, в 2002 году — 11 человек (русские — 91 %).
В 2007 году в деревне Яконово Серебрянского СП проживали 5 человек.

## География
Деревня расположена в южной части района к северо-западу от автодороги 41К-146 (Городок — Серебрянский).
Расстояние до административного центра поселения — 9 км.
Деревня находится к западу от железнодорожной линии Луга — Псков. Расстояние до железнодорожной станции Луга I — 20 км.
К востоку от деревни протекает река Ширенка.

## Демография
| 1997 | 2007 | 2010 | 2017 |
| ---- | ---- | ---- | ---- |
| 7    | ↘5   | ↗10  | ↘3   |

## Улицы
Лесная, Нагорная, Садовая, Сосновый переулок, Центральная

## Садоводства
Яконово.